# Калиманци (област Варна)
Вижте пояснителната страница за други значения на Калиманци.
Калиманци е село в Североизточна България, община Суворово, област Варна. До 1934 година името на селото е Гевреклер („Гевреци“).

## География
Селото се намира в източна България с координати 43.267° с. ш. 27.717° и. д. Намира се на 360 метра надморска височина.

## История
Село Калиманци е основано около 1820 г. от преселници от старопланинските села Голица и Еркеч. По-късно се заселват и семейства от Еленско. Първите заселници изградили къщите си през 1829 г. край чифлика на Гевреклер бей, откъдето води името си селото. запазена е родовата памет за основателите на големи местни родове Лечо Ангелов, Куцар Желев, Желю Куцаров, Янчо Куцаров.
Първата църква в Гевреклер е осветена на 24 май 1839 г. с името на Св.св. Кирил и Методий. Постройката е ниска и схлупена, изградена от камък и дърво. Ради Коев поръчва камбана, на която да бъдат изписани имената на цялото му семейство.
През Кримската война (1854-1855) край селото са разположени английски и френски войски.
Между 28 февруари и 1 март 1900 г. в селото избухват сблъсъци между местни жители и стражари, които се превръщат в едни от първите стълкновения в селските бунтове против десятъка от този период.
След като площта на Гевреклер се разширява, жителите събират пари за построяването на нов храм,л осветен на 10 октомври 1902 г. В литургията взели участие миряни от околните села и свещеници от Варна.

## Население
Численост на населението според преброяванията през годините:
| \| Година на преброяване \| Численост \| \| --------------------- \| --------- \| \| 1934 \| 637 \| \| 1946 \| 574 \| \| 1956 \| 372 \| \| 1965 \| 245 \| \| 1975 \| 168 \| \| 1985 \| 91 \| \| 1992 \| 99 \| \| 2001 \| 164 \| \| 2011 \| 231 \| \| 2021 \| 348 \| |           |
| Година на преброяване | Численост |
| 1934 | 637       |
| 1946 | 574       |
| 1956 | 372       |
| 1965 | 245       |
| 1975 | 168       |
| 1985 | 91        |
| 1992 | 99        |
| 2001 | 164       |
| 2011 | 231       |
| 2021 | 348       |

### Етнически състав

#### Преброяване на населението през 2011 г.
Численост и дял на етническите групи според преброяването на населението през 2011 г.:
|                     | Численост | Дял (в %) |
| Общо                | 231       | 100.00    |
| Българи             | 200       | 86.58     |
| Турци               | –         | –         |
| Цигани              | –         | –         |
| Други               | ?         | ?         |
| Не се самоопределят | ?         | ?         |
| Неотговорили        | 22        | 9.52      |

## Културни и природни забележителности
В селото има конна база.

## Личности
Родени в Калиманци
- Никола Лефтеров (1876-1957) – български офицер и революционер, поройски войвода на Върховния македоно-одрински комитет и командир на рота в Македоно-одринското опълчение.
- Желязко Пеев - скотовъд, лауреат на втора награда от III Скотовъдски конкурс в Добрич, 26-28 май 1902 г.[8]

## Други
В с. Калиманци се намира и най-големият и модерен гълъбодрум в страната, собственост на Стефан Радев. Гълъбодрума е място на което много българи, както и чужденци дават млади ненаучени гълъби, които посредством множество тренировки биват подготвени за идните състезания от 110, 140, 260 и 430 км. След финала на дерби Кула (430 км) гълъбите биват продадени на търг, при който собственика на птицата получава 50% от сумата, а останалата част остава за организаторите.